# Amílcar Fonseca
Amílcar Lopes da Fonseca (Lisbona, 15 febbraio 1954) è un allenatore di calcio ed ex calciatore portoghese, di ruolo difensore.